# Анна Хельцель
Анна Хельцель, уроджена Тройтлер фон Траубенберг (1813-12 квітня 1880, Краків) — філантроп, дружина Людвіка Едварда Хельцеля, банкіра та віце-президента Кракова.

## Біографія
Вона походила з полонізованої австрійської родини, яка займалася торгівлею прянощами та вином, яка приїхала до Кракова з Моравії у 1760 році. Вона була єдиною спадкоємицею свого батька Кароля Тройтлера (1791—1866), одного з найбагатших купців Кракова, сенатора Вільного міста Кракова. Володіли кількома прибутковими будинками в Кракові та земельними маєтками в селі Добрановіце. У 1835 році вона вийшла заміж за Людвіка Едварда Хельцеля і разом з чоловіком з 1836 року зайнялася благодійністю, діючи в Архібратстві Милосердя . У пари не було дітей, а після смерті чоловіка вона стала єдиною спадкоємицею його майна. Значною мірою разом з Марцеліною Чарторийською вона у 1876 р. фінансувала заснування та будівництво лікарні св. Людвіка для дітей у Кракові, того ж року, коли складала заповіт, виділила значну частину свого маєтку для створення Дому бідних ім. Людвіка та Анни Хельцель, яким керує Згромадження Сестер Милосердя св. Вікентія де Поля (Дочки милосердя), існує і донині. Виконавцем заповіту та куратором Фундації став Людвік Шуманчовський .Анна Хельцель спочиває на Раковицькому цвинтарі в Кракові, у каплиці Воскресіння, заснованій разом з її чоловіком.